# Lauren Siddall
Lauren Siddall, née le 1er novembre 1984 à Pontefract, est une joueuse professionnelle de squash représentant l'Angleterre. Elle atteint en octobre 2008 la 37e place mondiale sur le circuit international, son meilleur classement.